# Duplicaria
Duplicaria is een geslacht van weekdieren uit de klasse van de Gastropoda (slakken).

## Soorten
- Duplicaria albofuscata (Bozzetti, 2008)
- Duplicaria albozonata (E. A. Smith, 1875)
- Duplicaria angulifera (Marwick, 1931) †
- Duplicaria anseeuwi (Terryn, 2005)
- Duplicaria australis (E. A. Smith, 1873)
- Duplicaria badia (Deshayes, 1859)
- Duplicaria baileyi Bratcher & Cernohorsky, 1982
- Duplicaria benesulcata (Bartrum, 1919) †
- Duplicaria benthalis (Dall, 1889)
- Duplicaria bernardii (Deshayes, 1857)
- Duplicaria concolor (E. A. Smith, 1873)
- Duplicaria copula (Hinds, 1844)
- Duplicaria coriolisi (Aubry, 1999)
- Duplicaria crakei (Burch, 1965)
- Duplicaria duplicata (Linnaeus, 1758)
- Duplicaria dussumierii (Kiener, 1839)
- Duplicaria easmithi (Aubry, 1999)
- Duplicaria evoluta (Deshayes, 1859)
- Duplicaria fictilis (Hinds, 1844)
- Duplicaria gemmulata (Kiener, 1839)
- Duplicaria helenae (Hinds, 1844)
- Duplicaria hiradoensis (Pilsbry, 1921)
- Duplicaria jukesi (Deshayes, 1857)
- Duplicaria juliae (Aubry, 1999)
- Duplicaria kieneri (Deshayes, 1859)
- Duplicaria kirai (Oyama, 1962)
- Duplicaria koreana (Yoo, 1976)
- Duplicaria luandensis (Aubry, 2008)
- Duplicaria morbida (Reeve, 1860)
- Duplicaria mozambiquensis Bratcher & Cernohorsky, 1982
- Duplicaria nadinae (Aubry, 2008)
- Duplicaria omahuensis (Marwick, 1926) †
- Duplicaria pilsbryi (Aubry, 1999)
- Duplicaria raphanula (Lamarck, 1822)
- Duplicaria silvanae (Aubry, 1999)
- Duplicaria similis (E. A. Smith, 1873)
- Duplicaria sowerbyana (Deshayes, 1857)
- Duplicaria teramachii Burch, 1965
- Duplicaria timida (Marwick, 1931) †
- Duplicaria tiurensis (Schepman, 1913)
- Duplicaria ustulata (Deshayes, 1857)
- Duplicaria veronicae (Nicolay & Angioy, 1993)